# King of Pop
 (novembre 2008).
Si vous disposez d'ouvrages ou d'articles de référence ou si vous connaissez des sites web de qualité traitant du thème abordé ici, merci de compléter l'article en donnant les références utiles à sa vérifiabilité et en les liant à la section « Notes et références ».
Albums de Michael Jackson
Thriller 25
(2008) The Collection
(2009)
King of Pop est une série de compilations de Michael Jackson sortie de 2008 à 2009 afin de célébrer son 50e anniversaire. Il s'agit du dernier disque de Michael Jackson sorti de son vivant.
Dans chaque pays où Sony Music avait décidé de sortir la compilation, la maison de disques avait invité le public à élire quelques-unes de ses chansons préférées dans une liste préétablie. Les éditions de King of Pop sont par conséquent différentes d'un pays à l'autre.
Il existe au total 28 versions de King of Pop qui n'a pas été publiée aux États-Unis. Le lancement de la compilation a été rendu public le 20 juin 2008, avec l'annonce officielle de l'édition australienne. Les premières éditions disponibles furent celle pour les Pays-Bas et celle pour la Suisse et l'Allemagne le 22 août 2008. La dernière édition à sortir fut celle pour la Chine le 18 décembre 2009. 

## Édition Française (Édition Classique & Édition Collector)
Sortie le 12 décembre 2008 en deux versions, une classique qui comprend deux disques et une édition collector qui en comprend trois :
| CD1 1. Billie Jean Long Version 2. Black or White 3. Beat It 4. Off the Wall 5. Vincent Price Excerpt from "Thriller" Voice-Over Session 6. Thriller 7. Smooth Criminal 8. Man in the Mirror 9. Remember the Time 10. Human Nature 11. Ghosts 12. Who Is It 13. Blood On The Dance Floor 14. One More Chance 15. Earth Song 16. Heal the World 17. Say Say Say | CD2 1. Don't Stop 'Til You Get Enough 2. Bad 3. Wanna Be Startin' Somethin' 4. Rock with You 5. Stranger in Moscow 6. The Way You Make Me Feel 7. The Girl Is Mine with Paul McCartney 8. They Don't Care About Us 9. The Way You Love Me 10. Dirty Diana 11. Is It Scary Single radio edit 12. P.Y.T. (Pretty Young Thing) 13. Childhood Theme from Free Willy 2 - Inmortal Version 14. You Are Not Alone 15. Speechless 16. Whatever Happens 17. Cry 18. Will You Be There 19. Workin' Day And Night 20. You Rock My World 21. Dangerous 22. Got the Hots 23. Carousel |  |

CD3 
1. Thriller Megamix
2. Bad Dance extended mix includes 'False Fade'
3. Wanna Be Startin' Somethin' Extended 12" Mix
4. Billie Jean Original 12" version
5. Another Part Of Me Extended Dance Mix
6. The Way You Make Me Feel Dance extended mix
7. Black or White The Civilles & Cole House/Club mix

## Autres pays

### Édition allemande et suisse
Sortie le 22 août 2008 :
| CD1 1. Billie Jean 2. Beat It 3. Thriller 4. Smooth Criminal 5. Bad 6. Dirty Diana 7. Black or White 8. Man in the Mirror 9. Earth Song 10. Heal the World 11. They Don't Care About Us 12. Who Is It 13. Speechless 14. The Way You Make Me Feel 15. We've Had Enough 16. Remember the Time | CD2 1. Whatever Happens 2. You Are Not Alone 3. Say Say Say 4. Liberian Girl 5. Wanna Be Startin' Somethin' 6. Don't Stop 'Til You Get Enough 7. I Just Can't Stop Loving You 8. Give In to Me 9. Dangerous 10. Will You Be There 11. Scream 12. You Rock My World 13. Stranger in Moscow 14. Rock with You 15. Got the Hots 16. Thriller Megamix |  |

### Édition belge (Région flamande)
Sortie le 25 août 2008. Les fans pouvaient voter pour leurs cinq morceaux préférés parmi une liste de 124 sur le site web du journal Het Nieuwsblad : 
| CD1 1. Billie Jean 2. Beat It 3. Bad 4. Blood On The Dance Floor 5. Say Say Say 6. Can You Feel It 7. Blame It on the Boogie 8. Another Part of Me 9. Baby Be Mine 10. 2 Bad 11. Dangerous 12. Dirty Diana 13. Don't Stop 'Til You Get Enough 14. Earth Song 15. Childhood 16. Beautiful Girl 17. Come Together 18. Butterflies 19. Break of Dawn 20. Cry | CD2 1. Heal the World 2. Ghosts 3. Burn This Disco Out 4. Can't Let Her Get Away 5. I Just Can't Stop Loving You 6. Thriller 7. Give In to Me 8. HIStory 9. Smooth Criminal 10. Human Nature 11. Remember the Time 12. Liberian Girl 13. Scream 14. D.S. 15. Girlfriend 16. Jam 17. Rock with You 18. Man in the Mirror 19. For All Time 20. Don't Walk Away |  |

### Édition japonaise
Sortie le 24 septembre 2008 :
1. Billie Jean
2. Man in the Mirror
3. Smooth Criminal
4. Thriller
5. Beat It
6. Bad
7. Black or White
8. Heal the World
9. Rock with You
10. Human Nature
11. We Are the World
12. Say Say Say
13. Scream
14. Remember the Time
15. Off the Wall
16. Ben
17. Thriller Megamix[8]

## Ventes
La compilation King of Pop reçut un bon accueil lors de sa sortie, atteignant notamment la première place des ventes d'albums en Autriche et la troisième place au Royaume-Uni.
Mais c'est surtout l'année suivante, à la suite de la mort de Michael Jackson, que la compilation connut un regain d'intérêt au niveau mondial. Elle se classa ainsi en tête des ventes dans plusieurs pays : Allemagne, Italie, Espagne, etc. 
Dépassant les deux millions d'exemplaires vendus, King Of Pop fut certifiée disque de platine pour un million d'exemplaires vendus en Europe (IFPI), cinq fois disque d'or pour 500 000 exemplaires écoulés en Allemagne (BVMI) ou encore trois fois disque de platine pour 750 000 exemplaires vendus au Japon (RIAJ).